# Néron, Eure-et-Loir

Néron este o comună în departamentul Eure-et-Loir, Franța. În 1 ianuarie 2022 avea o populație de 699 de locuitori.